# Thorpe Mandeville
Thorpe Mandeville – wieś w Anglii, w hrabstwie Northamptonshire, w dystrykcie (unitary authority) West Northamptonshire. Leży 28 km na południowy zachód od miasta Northampton i 101 km na północny zachód od Londynu.